# Bergiola balchaschica
Bergiola balchaschica är en insektsart som först beskrevs av Stshelkanovtzev 1907.  Bergiola balchaschica ingår i släktet Bergiola och familjen vårtbitare. Inga underarter finns listade i Catalogue of Life.